# Puka, Valgamaa
Puka är en ort i Estland. Den ligger i Puka kommun och landskapet Valgamaa, i den södra delen av landet, 180 km sydost om huvudstaden Tallinn. Puka ligger 114 meter över havet och antalet invånare är 748.
Terrängen runt Puka är platt, och sluttar västerut. Runt Puka är det glesbefolkat, med 10 invånare per kvadratkilometer. Närmaste större samhälle är Tõrva, 17,9 km väster om Puka. Omgivningarna runt Puka är en mosaik av jordbruksmark och naturlig växtlighet.